# Voidkoefficient
Voidkoefficienten är ett mått på hur kriticitetsfaktorn i en kärnreaktor påverkas av förändringar i mängden moderatormaterial. Moderatorn kan bestå av till exempel vatten. Voiden, som betyder tomrum, kan öka till exempel genom att moderatorvattnet kokar. Därigenom uppstår ångbubblor som har mycket låg densitet i jämförelse med det omgivande vattnet, det vill säga tomheten ökar. 
Voidkoefficienten har stor betydelse för reaktorns egenskaper eftersom den har en återkopplande effekt. En ändring i kriticitetsfaktorn medför en ändring i temperatur och därmed void (genom kokning) med samma tecken. Om voidkoefficienten är negativ fås vid en ökande ånghalt då en sänkning av kriticitetsfaktorn, vilket ger en återförande effekt. Är voidkoefficienten positiv får man vid en ökande ånghalt en höjd kriticitet och en accelererande process. Detta var en bidragande orsak till Tjernobylkatastrofen.